# 穆桑代姆省
穆桑代姆省（阿拉伯语：مسندم）是阿曼的一個省，位於該國最北部，由兩塊外飛地組成。與阿拉伯聯合大公國相接，並隔霍爾木茲海峽與伊朗相望。面積1800平方千米。2003年，人口28378。首府海塞卜。下分4县（维拉亚特）。本省北部的凱姆宰爾的居民使用一種波斯語方言。
当地居民主要从事渔业、农业（如海枣、蜂蜜等）及进出口贸易等。